# Hans Langsdorff
Hans Wilhelm Langsdorff (n. 20 martie 1894, Bergen auf Rügen – d. 20 decembrie 1939, Buenos Aires, Argentina (s-a împușcat)) a fost un ofițer de marină german. La izbucnirea celui de al doilea război mondial a fost căpitan pe Cuirasatul Admiral Graf Spee.

## Date biografice
Langsdorff și-a început cariera militară în flota imperială germană, fiind ofițer de marină în primul război mondial. El a fost decorat pentru merite deosebite cu medalia crucea de fier clasa II-a, ca și cu crucea hanseatică. După primul război mondial este avansat în aprilie 1922 la rangul de căpitan-locotent de marină, iar din 1935 este căpitan pe o fregată. Hans Langsdorff devine renumit în cel de al doilea război mondial când ajunge comandantul Cuirasatului Admiral Graf Spee. Sub comada lui la izbucnirea războiului, cuirasatul a scufundat în Atlanticul de Sud mai multe nave engleze. În urma unor avarii serioase, suferite într-o bătălie cu două nave de război engleze, se retrage pentru tratarea răniților și repararea cuirasatului la Montevideo. Fiindu-i închisă ieșirea din port de navele engleze și pentru a evita masacrarea echipajului, ordonă scufundarea cuirasatului german. După ce echipajul german ajunge să primească azil în Argentina, Hans Langsdorff se va împușca, el rămâne un căpitan iubit de echipajul său și prețuit de englezi. Propaganda nazistă îl consideră laș și trădător. Hitler ordonă ofițerilor de marină să lupte până la ultimul om și ultimul proiectil. Ordin care a cauzat de anmbele părți ale frontului moartea multor matrozi. Orașul canadian Ajax, Ontario are o stradă care poartă numele lui Langsdorff. În fiecare an la data de 21 decembrie, membrii fostului echipaj se întâlnesc la mormântul comandantului care le-a salvat viața.